# Suzuki Choji
Suzuki Choji (鈴木長治 Linh Mộc Trường Trị), tên tiếng Việt: Phan Văn Phúc (10 tháng 6 năm 1919 - 6 tháng 2 năm 1995) là võ sư Karate người Nhật Bản, sáng tổ hệ phái Suzucho Karatedo, người đầu tiên gieo mầm hạt giống Karate ở Việt Nam. Sinh nhật của ông, ngày 10 tháng 6 thường niên, được coi là ngày truyền thống của hệ phái Suzucho Karatedo.

## Tiểu sử
Võ sư Suzuki Choji sinh ngày 10 tháng 6 năm 1919 tại Kasagami, thành phố Tagajō, tỉnh Miyagi thuộc miền Đông Bắc Nhật Bản, là anh cả trong một gia đình có bốn anh em bao gồm Suzuki Choji, Suzuki Minoru, Suzuki Masako, và Suzuki Isao.
Từ năm 8 tuổi đến 18 tuổi, Suzuki Choji theo học tiểu học và trung học ở Kasagami. Trong thời gian này, ông tập Judo (Nhu đạo) tại Câu lạc bộ Nhu đạo của trường, và năm 13 tuổi thì được thân phụ gửi đến thọ giáo một thiền sư dạy Karate trong vùng, thầy Shigemoto Tadao. Trong hoàn cảnh các phái võ tại Nhật Bản bị cấm như thời gian này, một tu sĩ đã giúp đưa Suzuki lên ẩn cư trong ngôi chùa cổ trên núi và ở đây, ông đã tiếp tục luyện tập Karate, Jujutsu trong những điều kiện hết sức khó khăn. Ba năm sau, ông được thọ giáo Đại sư Asano Zenkichi (sư phụ của Shigemoto Tadao), và được Đại sư đồng ý huấn luyện.
Năm 19 tuổi Suzuki Choji lên Tokyo lập nghiệp, làm thêm ở một hãng xe hơi ở thủ đô. Tại đây, ông tiếp tục tập luyện Karatedo đồng thời chuyên tâm đọc sách, nghiên cứu võ đạo, Judo và Karatedo. Niềm đam mê võ thuật đã đưa ông hạnh ngộ đại sư Kisaburo của hệ phái Takenouchi-ryū (Trúc Chi Nội Lưu), một hệ phái Karate/Jujitsu với những tuyệt kỹ bí kíp cổ xưa của Okinawa. Những ngày nghỉ cuối tuần và ngày lễ ông lặn lội về tận Nagasaki để thụ giáo thầy. Tương truyền, các đại sư Trúc Chi Nội Lưu chỉ truyền thụ cho các môn đồ Thiền tông và rất giới hạn về số lượng, giới luật cũng cực kỳ khắt khe. Vị đại sư trực tiếp truyền thụ cho Choji Suzuki cũng chỉ nhận đúng 3 đệ tử.
Năm 1940 khi chiến tranh Thái Bình Dương lan rộng. Như nhiều thanh niên Nhật Bản thời bấy giờ, Suzuki Choji được động viên vào quân đội. Lúc này ông 21 tuổi.
Năm 1942 khi rời quân trường và chính thức bước vào các chiến tuyến, Suzuki được chuyển sang Mãn Châu. Năm 1943 ông sang Mã Lai và tới năm 1944 thì đặt chân đến Việt Nam.
Năm 1945, Nhật Bản đầu hàng Đồng Minh, Chiến tranh thế giới thứ 2 kết thúc. Trong đội quân Thiên Hoàng bại trận, nhưng Suzuki Choji quyết định ở lại Việt Nam và tham gia Mặt trận Việt Minh kháng chiến chống Pháp với cấp bậc đại uý, nhận lời huấn luyện võ nghệ cho một đơn vị bộ đội ở Lạng Sơn. Trong một lần Phạm Văn Đồng (sau này là Thủ tướng nước Cộng hòa xã hội chủ nghĩa Việt Nam) tình cờ ghé thăm, đã quý mến tặng Suzuki Choji một khẩu súng có khắc tên ông, đồng thời đặt tên Việt Nam cho người chiến sĩ xuất thân từ Nhật Bản này là Phan Văn Phúc.
Trước năm 1948, Suzuki Choji công tác ở Liên khu 4 (Thanh Hóa) và đến cuối năm 1948 ông được điều chuyển vào Liên khu 5 (Quảng Ngãi), phụ trách một xưởng sản xuất dụng cụ y tế cung cấp cho mặt trận. Xưởng sản xuất đặt tại vùng Chợ Chùa, Quảng Ngãi. Trong những năm này ông lập gia đình với một người phụ nữ Việt Nam.
Sau Hiệp định Genève năm 1954, Suzuki Choji cùng gia đình về định cư ở Huế. Tại đây, vào năm 1960 ông mở đạo đường mang tên Suzucho Karatedo Ryu Dojo Noen, dạy Judo và Karatedo, khai sinh Trường phái Suzucho Karatedo. Suzucho (鈴長, Linh Trường) là từ ghép từ họ và tên của người sáng lập, hàm nghĩa lưu truyền sự nghiệp dài lâu như tiếng chuông ngân xa. Người vợ ông thì may võ phục, phục vụ cơm nước cho các môn sinh từ xa tới. Mặc dù vậy, đến năm 1963 Đạo đường mới chính thức đi vào hoạt động. Đạo đường đặt tại số 8 Võ Tánh, Huế (nay là đường Nguyễn Chí Thanh, thành phố Huế), ẩn mình ngay dưới chân cầu Đông Ba chính là ngôi tư gia của người sáng tổ Suzuki Choji, có chiều ngang chừng 4m và chiều sâu chừng 25m. Những thế hệ môn sinh đầu tiên của Karatedo Việt Nam như Ngô Đồng, Hạ Quốc Huy, Nguyễn Xuân Dũng, Lê Văn Thạnh, Hoàng Như Bôn v.v. đã trưởng thành từ đây.
Tháng 6 năm 1964, Suzuki Choji mở một khóa đào tạo mang tên Bodankumi. Đây là khóa học đặc biệt chỉ gồm 7 môn sinh (Lê Văn Thạnh, Chế Văn Nhẫn, Nguyễn Khoa Tín, Võ Đại Vạn, Lê Bá Hoá, Phạm Lạc và Nguyễn Văn Thanh). Giờ tập được nâng lên gấp đôi bình thường với mục đích truyền tải tất cả tinh hoa võ học Karate nhằm xây dựng thế hệ huấn luyện viên chủ chốt cho tương lai.
Phong trào theo học các lớp võ thuật Suzuki Choji trực tiếp huấn luyện phát triển mạnh và ngày càng có nhiều môn sinh từ tỉnh xa khăn gói tìm về. Yêu cầu cấp thiết là phải mở thêm phân đường ở các tỉnh thành, mà nơi đầu tiên là Đà Nẵng. Ở Đà Nẵng, Suzuki vừa dạy võ vừa đảm nhận giúp thành phố vai trò bài trừ du đãng nên công việc rất bận rộn, chỉ cuối tuần hay ngày nghỉ mới có thời gian quay trở về Huế, nơi các môn sinh của ông đang miệt mài tập luyện dưới sự điều hành và quản lý võ đường của người vợ ông, cô Nguyễn Thị Minh Lệ (Suzuki Reiko).
Năm 1972, khi phong trào Karatedo ở Huế và Đà Nẵng phát triển vững vàng, Suzuki Choji giao cho các học trò điều hành võ đường rồi vào Sài Gòn, làm giám đốc khách sạn Kiyo ở Khánh Hội. Ông trực tiếp quản lý cơ sở này cho đến kết thúc chiến tranh năm 1975.
Những năm đầu sau 1975, các sinh hoạt võ thuật bị hạn chế hoạt động và võ đường Suzucho không còn sinh hoạt nữa. Ngày 18 tháng 12 năm 1978, Suzuki Choji cùng gia đình trở về cố hương, Nhật Bản, để rồi sinh sống đến cuối đời tại đây. Khi phong trào tập luyện Karate nói riêng và võ thuật nói chung ở Việt Nam khởi phát trở lại, tuy ở xa, nhưng Suzuki Choji vẫn hằng quan tâm phong trào Karatedo Việt Nam. Nguyện vọng tha thiết của ông là được về thăm Việt Nam một lần trước khi từ giã cõi đời nhưng rồi nguyện ước không thành. Ông mất tại quê nhà Kasagami, lúc 17 giờ ngày 06 tháng 02 năm 1995, hưởng thọ 77 tuổi.

## Võ nghiệp
Toàn bộ hệ thống triết học của hệ phái Suzucho Karatedo do tổ sư Suzuki Choji sáng lập ẩn sâu trong 9 bài quyền được coi là đặc dị, gồm 6 bài YEN và 3 bài MAKI. Đứng đầu hệ phái là Chưởng môn, điều hành hệ phái là một ban chấp hành mà đứng đầu là Trưởng tràng, bên dưới Ban chấp hành là các phân đường của các tỉnh thành.
Theo lời kể của các võ sư như Trương Đình Hùng, Nguyễn Xuân Dũng, Nguyễn Văn Dũng, Trần Văn Thêm, thì lúc bấy giờ việc xin vào thụ giáo ở võ đường 8 Võ Tánh không phải là chuyện dễ, bởi võ sư Suzuki Choji chỉ chấp nhận truyền thụ cho những môn đồ trước hết phải có đạo đức tốt, không nghiện ngập rượu chè, cờ bạc. Việc dạy Lễ và Tâm luôn được coi trọng hàng đầu.
Trong hồi ký Gió về Tùng Môn Trang, cố võ sư huyền đai đệ bát đẳng Karate Nguyễn Xuân Dũng đã viết: Võ phái Không Thủ Đạo tại Huế đã đào tạo ra nhiều võ sư danh tiếng và làm rạng rỡ tông môn... Không những thế, với hơn một vạn môn sinh hiện nay tại Việt Nam, hầu hết những người ấy đều được hình thành nhân cách ban đầu từ đạo đường bên chân cầu Đông Ba bé nhỏ, trực tiếp hay gián tiếp từ sự dạy bảo của thầy Suzuki. Thực vậy, từ cái nôi võ đường số 8 Võ Tánh, chỉ sau 45 năm hệ phái Suzucho Karatedo đã có gần 40 phân đường ở các tỉnh thành từ Lạng Sơn đến Hà Nội, Thành phố Hồ Chí Minh, Côn Đảo v.v. Số môn sinh hiện đã lên con số hàng vạn trong đó có những môn sinh đã trở thành huấn luyện viên của đội tuyển quốc gia như huấn luyện viên Đoàn Đình Long, Lê Công, Lê Văn Thạnh; những môn sinh xuất sắc như Nguyễn Anh Tuấn, Trần Văn Thông, Phạm Hồng Hà, Vũ Kim Anh đã mang vinh quang về cho quốc gia bằng những huy chương vàng, huy chương bạc từ đấu trường Sea Games và Asiad; những trí thức nổi danh như tiến sĩ Lê Hoài Trung, tiến sĩ Lê Đình Khánh, tiến sĩ Nguyễn Văn Hiệp, và cả nhà văn nhà báo tên tuổi như Nguyễn Ngọc Thạo, Lê Thanh Phong v.v. Riêng tại cố đô Huế đã có trên 60 câu lạc bộ, địa điểm huấn luyện Karatedo hoạt động với số lượng hơn 3.000 võ sinh tham gia tập luyện thường xuyên; và từ năm 1995 đến nay, bộ môn Karatedo đem về cho thể thao Huế hơn 200 huy chương các loại.
Rất nhiều môn sinh của Suzucho Karatedo sau này có dịp định cư hoặc học tập ở nước ngoài đã mở được 6 phân đường chi nhánh lớn ở Mỹ, Pháp, Đức, Anh, Hà Lan, Bỉ, Ý, Áo.

## Đời tư
Trong những năm công tác ở Liên khu 5 giai đoạn sau 1948, trên đường đi công tác từ Quảng Ngãi vào Tam Quan, Bình Định, Suzuki Choji hay nghỉ chân nơi quán nước bên đường của cô Nguyễn Thị Minh Lệ (sinh ngày 15-1-1922, con thứ 5 trong số 10 người con của một gia đình giàu có tiếng những năm đầu thế kỷ 20 của xứ dừa Tam Quan, Bình Định). Hai người quen nhau, thân thiết rồi nên duyên vợ chồng. Họ có ba người con chính thức mang tên Phan Thị Ngọc Mỹ (Suzuki Michiko, trưởng nữ), Phan Văn Minh Đức (Suzuki Tokuo, trưởng nam), và Phan Văn Minh Ý (Suzuki Eiji, thứ nam). Ngoài ra, còn có các con nuôi Phan Văn Minh Anh (Suzuki Yasuo), Phan Văn Minh Quốc (Suzuki Kunio), Phan Văn Minh Long (Suzuki Tatsuo), và Phan Thị Ngọc Nga (Suzuki Thokiko).
Bà Nguyễn Thị Minh Lệ (Suzuki Reiko) là người vợ có công lớn giúp chồng mở lò dạy võ, điều hành quản lý, may võ phục, tạo việc làm cho những học trò có hoàn cảnh khó khăn vươn lên trong cuộc sống, sẻ chia cùng chồng niềm đam mê tâm huyết với võ đạo, lo toan trọn vẹn võ đường ở Huế và lo toan đời sống chồng con một cách đảm đang, tâm lý. Sau khi chồng mất, bà thường xuyên đến một số nước như Hoa Kỳ, Pháp, Đức, Anh, Hà Lan, Bỉ, Ý, Áo, những nơi môn đồ Suzucho Karatedo đã mở được đạo đường lớn, để động viên khuyến khích chăm lo sự phát triển của hệ phái. Bà mất hồi 5 giờ 15 chiều ngày 30 tháng 8 năm 2013 tại Las Vegas, Nevada, Hoa Kỳ.
Nhiều thế hệ môn sinh của Suzucho Karatedo yêu quý và tôn trọng đã gọi bà bằng tên "sư mẫu".
Đầu thập niên 70 của thế kỷ 20, trong thời gian lưu trú tại thành phố Đà Nẵng để phát triển môn đồ, Suzuki Choji cũng tổ chức đám cưới với người vợ Việt Nam thứ hai, bà Đặng Thị Mỹ Lợi, một cô gái Huế đang làm việc may võ phục ở địa phương này. Tương truyền người mối mai lương duyên cho võ sư đến với bà Mỹ Lợi lại chính là người vợ đầu của ông, bà Minh Lệ, với ý thức thương chồng và tâm nguyện mong chồng ở nơi xa vẫn có người chăm sóc, "nâng khăn sửa túi". Sau năm 1978 khi Suzuki Choji cùng bà Minh Lệ và các con về sinh sống ở Nhật Bản, chính bà Mỹ Lợi là người thường xuyên qua lại Huế để chăm nom đạo đường của môn phái.
Trưởng nam của Suzuki Choji là Suzuki Tokuo (sinh ngày 23 tháng 2 năm 1957 tại Huế) tên tiếng Việt là Phan Văn Minh Đức, được phụ thân đích thân truyền dạy Karatedo và Judo tại võ đường số 8 Võ Tánh từ nhỏ. Từ năm 1972 ông trở thành huấn luyện viên các khóa Karatedo ở võ đường này. Theo chân gia đình trở về Nhật Bản sinh sống, học tập và lập nghiệp từ năm 1978, ông vẫn tiếp tục được phụ thân truyền dạy võ thuật, y học và khoa châm cứu cổ truyền. Sau khi phụ thân qua đời, Suzuki Tokuo đăng quang Chưởng môn đời thứ II hệ phái Suzucho Karatedo vào ngày 04 tháng 02 năm 1996 tại Tagajō, tỉnh Miyagi, Nhật Bản.
Con rể của Suzuki Choji là Ngô Văn Quý (Suzuki Haruo), kỹ sư điện tử tại Silicon Valley, Hoa Kỳ, là một võ sư Karate huyền đai đệ bát đẳng, chánh văn phòng trưởng môn Tổ đường Suzucho Karatedo tại Hoa Kỳ.